# Édouard de Savoie
ne pas confondre avec le prélat Édouard de Savoie-Achaïe.
Édouard de Savoie, dit « le Libéral », né en 1284 à Baugé et mort le 4 novembre 1329 au château de Gentille, est un seigneur de Bresse, avant de prendre le titre de comte de Savoie, duc d'Aoste et de Maurienne de 1323 à 1329. 

## Biographie

### Enfance
Édouard est le fils aîné d'Amédée V, comte de Savoie, prince d'Empire, et de sa première épouse Sibylle de Baugé. Il naît, selon Samuel Guichenon, le 8 février 1284 (on trouve également l'année 1281). Le lieu de naissance ne semble pas clairement connu, si Guichenon donne le château de Baugé (aujourd'hui Bâgé), capitale de la Bresse avec, repris par un grand nombre d'auteurs, on trouve parfois d'autres lieux comme Bourg (en Bresse) sur le site Sabaudia.org ou encore château de Pont-d'Ain dans Topographie historique du département de l'Ain (1873). Il prend son nom du roi d'Angleterre, Édouard Ier, fils du roi Henri III d'Angleterre et d'Éléonore de Provence, issue de la maison de Savoie par sa mère. Il a 6 ou 7 frères, dont Aymon qui sera son successeur,.
Jeune prince, il reçoit l'héritage de sa mère Baugé et la Bresse.
Il participe aux combats durant les guerres gebenno-savoyardes. Le 25 janvier 1294, il reçoit l'hommage du comte Amédée II de Genève pour des terres, à la suite du traité d'Aix. Ce dernier s'engage également de reproduire cet hommage lors de son avènement. Quelques années plus tard, en 1297, sa sœur, Agnès, est mariée avec le fils du comte de Genève, Guillaume III.
Il épouse le 17 octobre 1307 au château de Montbard, en Bourgogne, Blanche de Bourgogne,. Cette dernière est la fille du duc et de la duchesse Robert II de Bourgogne et Agnès de France, fille du roi Saint-Louis,. Cette dernière, devenue veuve en 1306, a cherché à placer ses enfants. Le choix se porte sur le fils du comte de Savoie. Les pourparlers se déroulent à Paris, près du roi, et trouvent un accord le 27 septembre 1307. La princesse apporte en dot 20 000 livres tandis que le comte de Savoie promet de faire de son fils son successeur,. De même, si le couple a un fils, ce dernier sera fait comte, écartant de fait une succession féminine.

### Comte
Édouard de Savoie succède à son père le 16 octobre 1323. Il fait ses premières armes en Flandre sous Philippe IV le Bel, roi de France et a la régence du comté pendant l'expédition de son père en Italie. Devenu comte, il est battu par Guigues VIII, dauphin du Viennois à la bataille de Varey en 1325, puis se distingue dans l'armée de Philippe VI de Valois à la bataille de Cassel, en 1328.
Il autorise les juifs à s'établir en Savoie, et abolit la compensation pécuniaire pour les crimes. La tradition le donne comme étant celui qui autorise leur installation à Chambéry, à partir de 1319. Ils semblent pourtant bien installés dans la capitale du comté, dès le tout début du XIVe siècle, avec l'obtention d'un cimetière en 1302. Il accorde de nombreuses franchises (Saint-Germain-d'Ambérieu en 1323/1328, Billiat (Haut-Rhône), Léaz (Haut-Rhône), Yvoire (Chablais) en 1324, Ballon (Haut-Rhône) en 1326), d'où le surnom de « Libéral ».
Il s'allie avec le nouveau comte Guillaume III de Genève en 1312. Un contrat est passé avec le comte et son frère, Aymon, où l'on s'engage à diviser la baronnie de Faucigny, en cas de mort sans héritier du seigneur Hugues Dauphin.
En 1320, il assiège et prend le château de Château-Neuf et se conduit en allié fidèle des Valois. Vers 1325, il donnera la seigneurie de Meillonnas à Humbert de Corgenon, bailli de Bresse. Édouard le Libéral est le premier prince savoyard à s'intituler « duc d'Aoste » dans un acte du 15 novembre 1326.

### Mort et succession
Le comte Édouard meurt dans sa résidence de Gentilly, près de Paris, le 4 novembre 1329. Son corps est transféré en Savoie. Ce périple dure 18 jours. Son corps est inhumé dans la nécropole des princes de Savoie, l'abbaye d'Hautecombe, le 22 novembre.
Sa fille, Jeanne, est mariée en 1330 à Jean III (1286 † 1341), duc de Bretagne. Elle réclame son héritage, Édouard n'ayant pas eu de fils. Bertrand Ier de Bertrand, archevêque-comte de Tarentaise, qui préside les États généraux de Savoie, lui apporte la réponse suivante : « que par une ancienne coutume du pays de Savoie, les filles ne succédoient jamais à sa couronne pendant qu'il y avoit des mâles ; et que les Etats de Savoie ne tombaient jamais de lance en quenouille ».
Son frère, Aymon, lui succède.